# Gare de Carentan
La gare de Carentan est une gare ferroviaire française de la ligne de Mantes-la-Jolie à Cherbourg, située sur le territoire de la commune de Carentan-les-Marais, dans le département de la Manche, en région Normandie.
Elle est mise en service en 1858, par la Compagnie des chemins de fer de l'Ouest.
C'est une gare voyageurs de la Société nationale des chemins de fer français (SNCF), du réseau TER Normandie, desservie par des trains express régionaux.

## Situation ferroviaire
Établie à 5 mètres d'altitude, la gare de Carentan est située au point kilométrique (PK) 313,284 de la ligne de Mantes-la-Jolie à Cherbourg, entre les gares ouvertes de Lison et de Valognes (s'intercalent les gares fermées de Chef-du-Pont - Sainte-Mère, Fresville et Montebourg) .
C'était une gare de bifurcation, origine de la ligne de Carentan à Carteret jusqu'à sa fermeture. La deuxième gare de cette ligne était Auvers.

## Histoire
La « station de Carentan » est mise en service le 17 juillet 1858 par la Compagnie des chemins de fer de l'Ouest (Ouest), lorsqu'elle ouvre à l'exploitation la section de Caen à Cherbourg de sa ligne de Paris à Cherbourg.

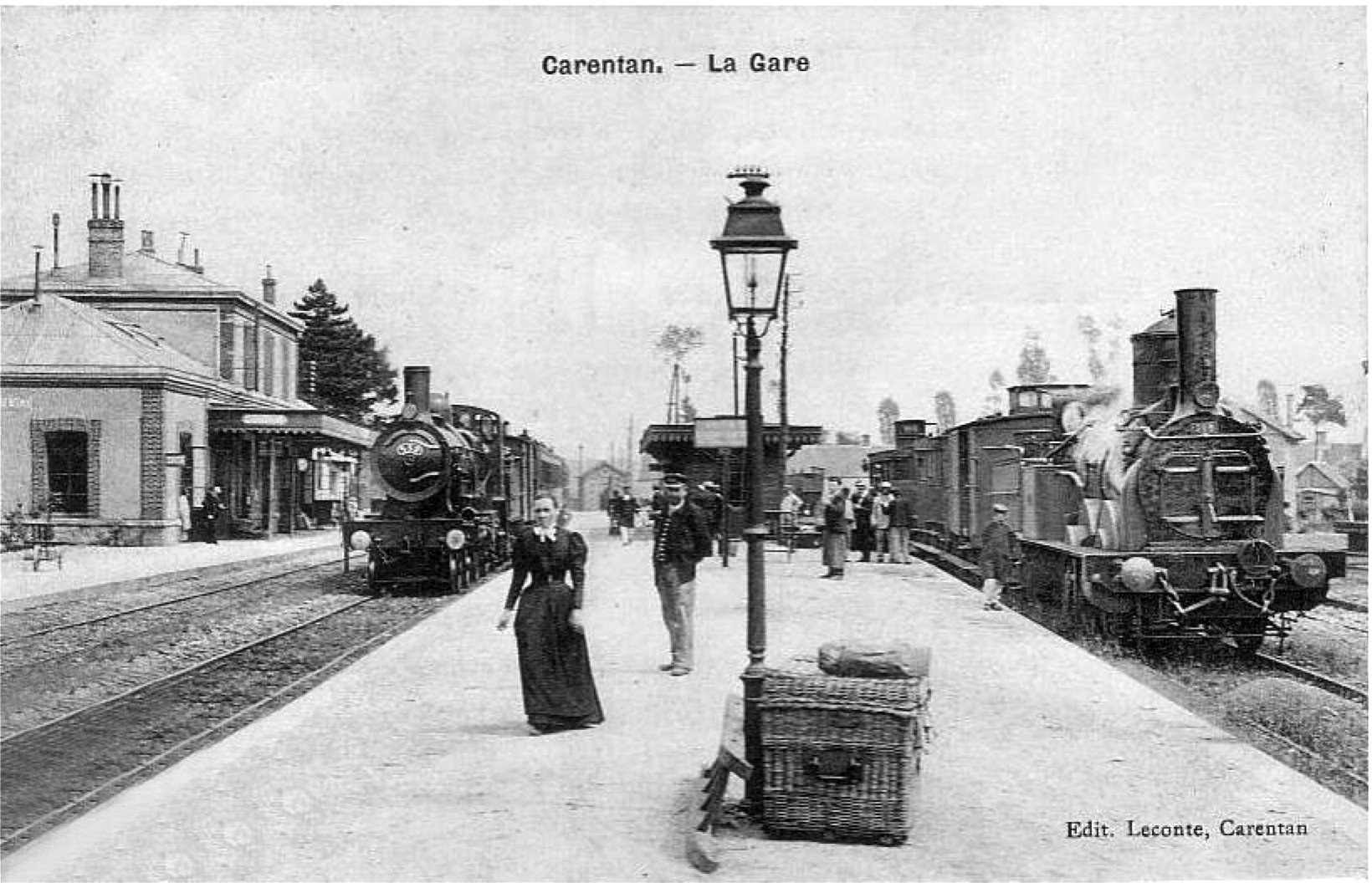
La gare vers 1900. Elle comporte un quai central avec, à l'extérieur, la voie pour Carteret.

Le bilan du trafic de l'année 1878 est le suivant : 46 445 voyageurs, 255 chiens, 22 242 animaux divers, 396,8 tonnes de bagages et 9 194,1 tonnes de marchandises (en petite et grande vitesse). Cela représente une recette de 449 575,97 francs.
Elle devient gare de bifurcation lorsque la Compagnie des chemins de fer de l'Ouest met en service, le 8 juillet 1894, la totalité de la ligne de Carentan à Carteret avec l'ouverture à l'exploitation de la section de Carentan à La Haye-du-Puits. Cette nouvelle ligne bifurque de la ligne de Mantes-la-Jolie à Cherbourg à la sortie ouest de la gare.
Sur la ligne pour Carteret, la majorité du trafic voyageurs est transféré sur la route le 26 septembre 1971 par la Société nationale des chemins de fer français (SNCF). Seul un express saisonnier de Paris à Carteret circule encore jusqu'au 1er août 1876. Après la fermeture du dernier tronçon ouvert au trafic marchandises, entre Carentan et Baupte, la ligne est déclassée puis déferrée au début des années 2000. La voie pour Carteret, présente en gare sur le côté extérieur du quai central, est supprimée.

## Fréquentation
De 2015 à 2023, selon les estimations de la SNCF, la fréquentation annuelle de la gare s'élève aux nombres indiqués dans le tableau ci-dessous.
| Année                      | 2015    | 2016    | 2017    | 2018    | 2019    | 2020    | 2021    | 2022    | 2023    |
| -------------------------- | ------- | ------- | ------- | ------- | ------- | ------- | ------- | ------- | ------- |
| Voyageurs                  | 200 110 | 189 685 | 204 135 | 182 871 | 198 781 | 115 933 | 139 469 | 205 544 | 225 679 |
| Voyageurs et non voyageurs | 241 097 | 228 536 | 245 945 | 220 327 | 239 495 | 139 679 | 168 035 | 247 643 | 271 903 |

## Service des voyageurs

### Accueil
Gare de la SNCF, elle dispose d'un bâtiment voyageurs, avec guichet, ouvert tous les jours. Elle est équipée d'automates pour l'achat des titres de transport.
Le passage d'un quai à l'autre s'effectue par l'intermédiaire d'une passerelle qui surplombe les voies.

### Desserte
Carentan est desservie par des trains TER Normandie, qui effectuent des missions sur l'axe de Paris-Saint-Lazare à Caen et Cherbourg.

### Intermodalité
Un parc à vélos et un parking sont aménagés. Un service de taxi est disponible.
Par ailleurs, un arrêt est desservi par la ligne 301 du réseau Nomad Cars.